# Lucilia sericata
Lucilie soyeuse
Pour les articles homonymes, voir Mouche.
Espèce
La lucilie soyeuse, Lucilia sericata, est une espèce d'insectes diptères de la famille des Calliphoridae. C'est une mouche relativement commune dans la plupart des régions du monde. La larve de cette mouche joue un rôle important pour l’élimination des cadavres. Les adultes sont pollinisateurs de fleurs qui les attirent par leur odeur de charogne, dont la papaye. Cette espèce est parfois nommée mouche verte à l'instar de nombreuses autres mouches lui ressemblant.

## Description
Taille : 10 à 14 mm de longueur, soit légèrement plus grande que la mouche domestique.
Elle se signale par une coloration brillante, métallique, bleu-vert ou vert-or avec des taches noires. Les ailes sont claires, avec des nervures brun pâle. Les pattes et les antennes sont noires.

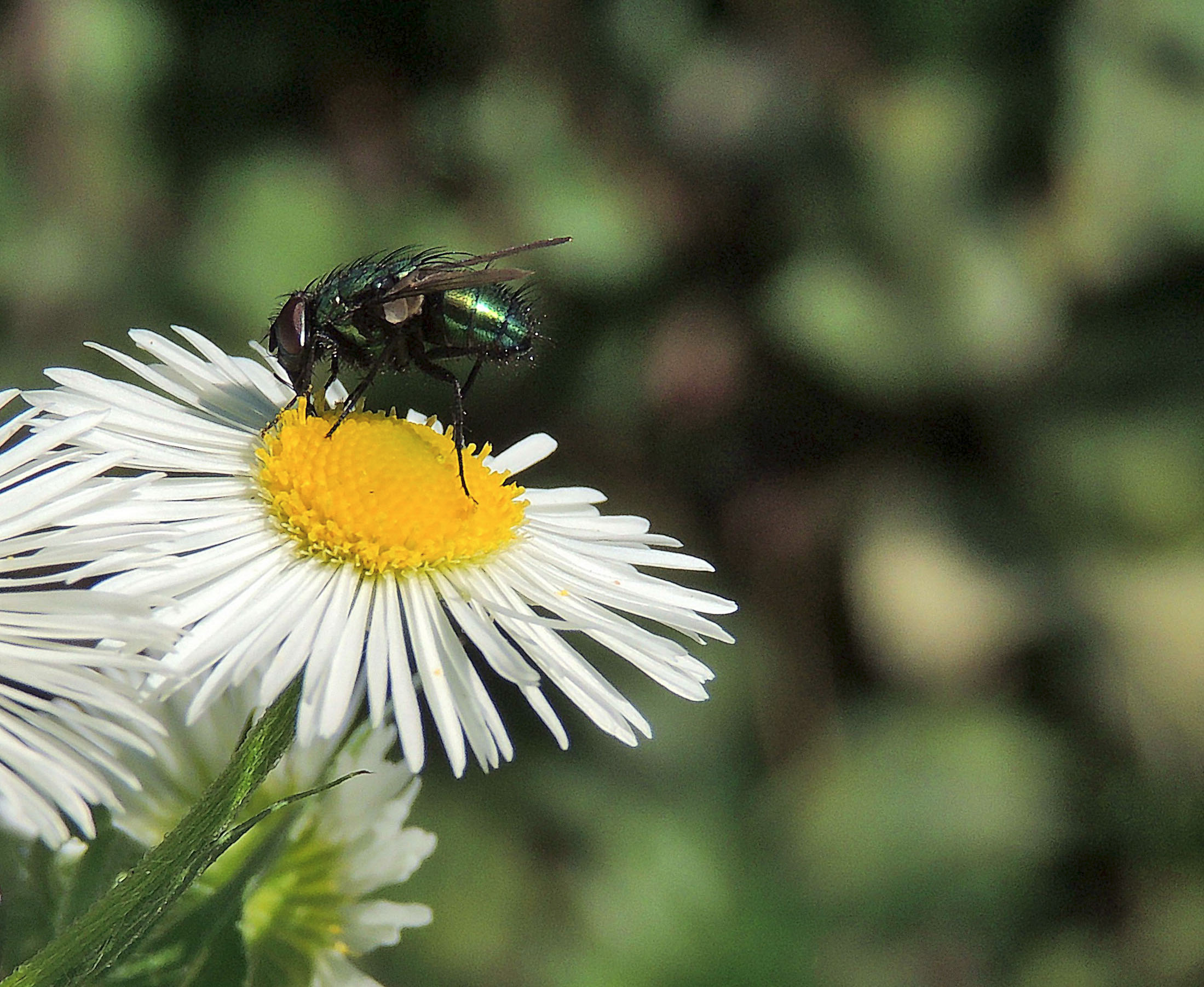
Lucilia sericata ou Lucilie soyeuse

## Reproduction et cycle de vie

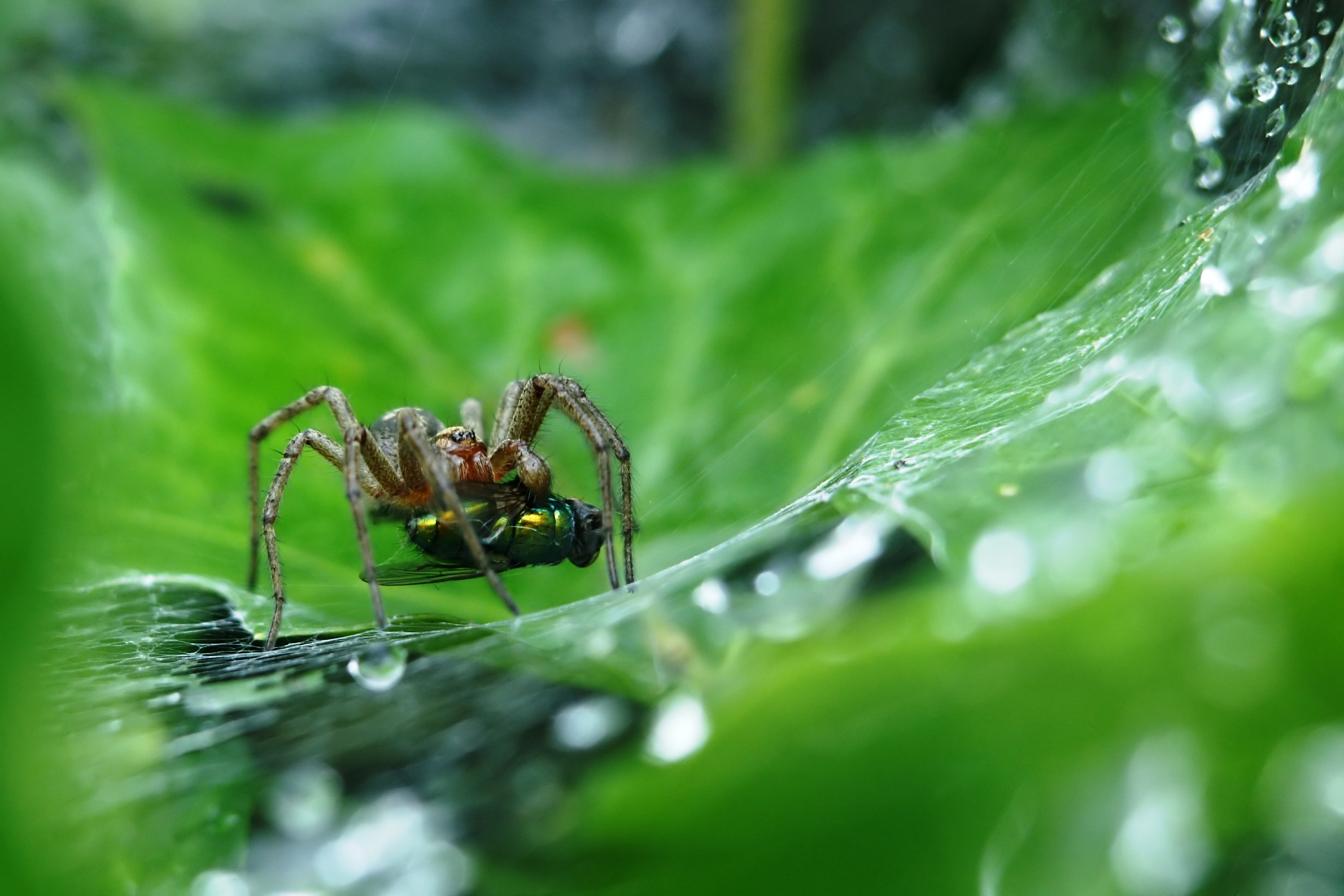
L'araignée est un des prédateurs de la mouche verte

Les œufs de teinte jaune ou blanche sont pondus en paquets d’une vingtaine, dans les blessures d’un animal, la viande, une carcasse, un excrément ou un tissu nécrosé.
La larve est un asticot jaune pâle ou grisâtre-blanc qui atteint 10 à 14 mm de long, capable de manger les tissus animaux nécrosés, se développe en deux à dix jours (selon la température), avant de s’enfouir dans le sol pour évoluer en une pupe d’où l’imago émergera.
Par temps froid, les pupes et les adultes cessent toute activité (hibernation) en attendant des conditions plus clémentes.

## Usage médical

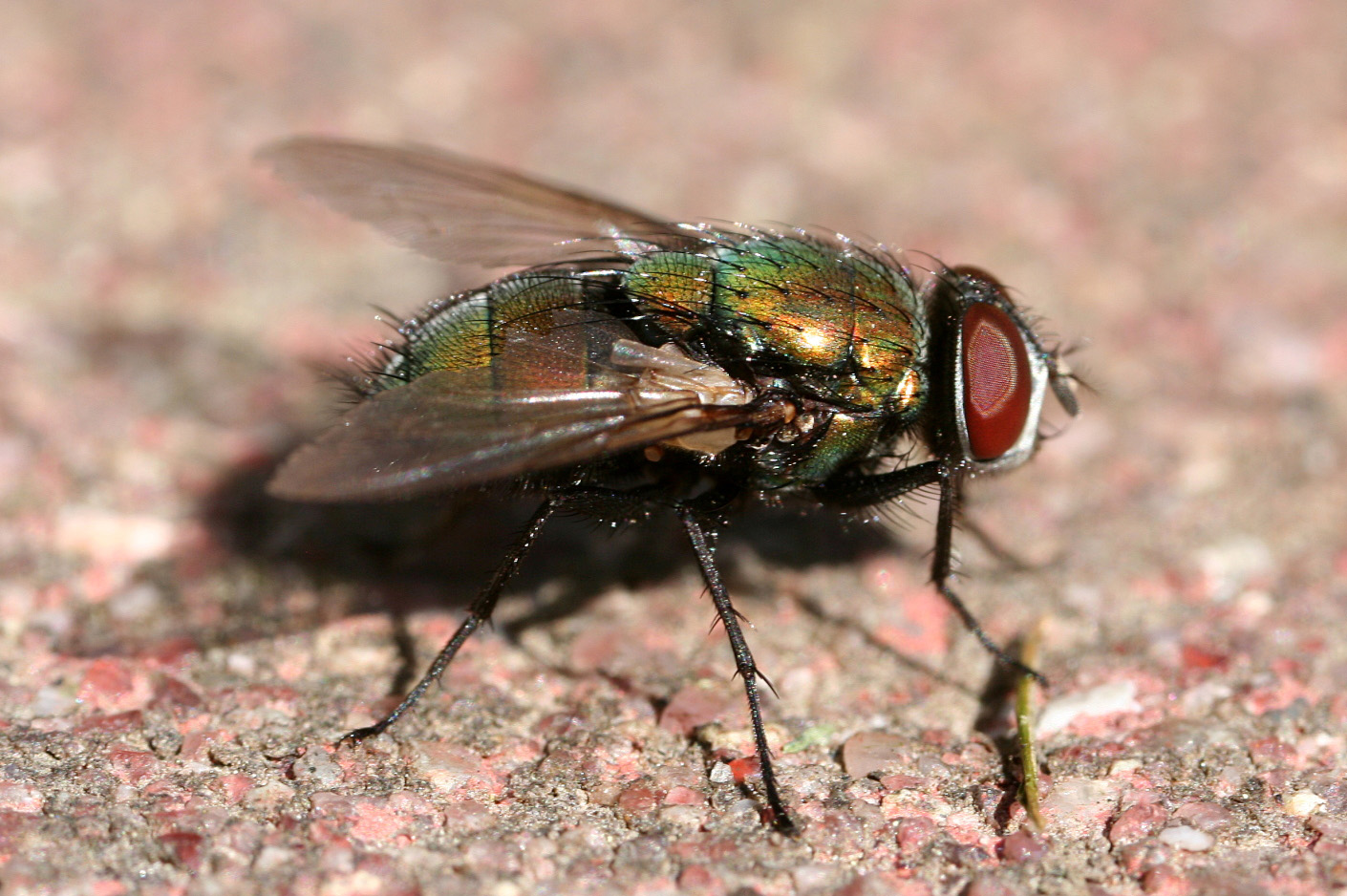
Mouche verte

Des larves stériles de cet insecte sont utilisées par certains hôpitaux en asticothérapie et en médecines traditionnelles, pour nettoyer les plaies et éviter les infections. Elles semblent notamment capables d'éliminer le staphylocoque doré.